# Provincia de Dajabón
Dajabón es una de las 32 provincias de la República Dominicana situada en el noroeste del país, en la frontera con Haití. Limita al norte con la provincia Montecristi, al este con Santiago Rodríguez, al sur con Elías Piña y al oeste con la República de Haití. La capital provincial es la ciudad de Dajabón.

## Etimología
Su nombre actual deriva del nombre Taíno de la región: Dahaboon.

## Aspectos históricos
Fue creada en 1938 con el nombre de Provincia Libertador. Se atribuye su fundación a Sr. José Solano y Bote. Su inauguración como provincia se realizó el 10 de enero de 1939. El 25 de noviembre de 1961 se le cambió el nombre por el actual, Dajabón, que es el de la capital provincial; es el nombre taíno de la región, Dahaboon, que luego fue usado también para el principal río de la región, cuyo nombre original era Guatapaná.

## División administrativa
La provincia Dajabón tiene una superficie total de 1.021,3 km². Está dividida en cinco municipios y cuatro distritos municipales.
Los municipios y distritos municipales (D.M.) son:
- Dajabón, municipio cabecera
  - Cañongo (D.M.)
- El Pino
  - Manuel Bueno (D.M.)
- Loma de Cabrera
  - Capotillo (D.M.)
- Santiago de la Cruz
- Partido
- Restauración
  - Trinitaria  (D.M.)

## Geografía
La provincia presenta dos regiones geomorfológicas claramente definidas: una región montañosa y otra llana. La región montañosa se encuentra en la parte norte de la Cordillera Central y abarca todo el sur de la provincia.
La mitad norte de la provincia se encuentra en la parte occidental del Cibao (o Valle del Yaque). Es una región llana, con apenas algunas colinas pequeñas.
El principal río de la provincia es el Dajabón, llamado actualmente río Masacre.

## Economía
Como en todas las provincias fronterizas, hay poco desarrollo económico en general. Hay un importante tráfico comercial con Haití, especialmente en la ciudad de Dajabón.
La producción agropecuaria es de capital importancia para la economía dajabonera, aunque el municipio posee muchos recursos agropecuarios sin explotar adecuadamente. Los principales productos del agro son el arroz, yuca, habichuelas, maní y maíz; en menor escala se produce cebolla, tabaco, guandul, plátano y guineo. La ganadería está representada por las especies vacuna, ovina y porcina, existiendo también un importante sector avícola.
La población económicamente activa (PEA) del municipio asciende a 7,753 personas, mientras que la población que se encuentra laborando es de 6,012 personas, cantidad que representa el 77% de la PEA. Dajabón cuenta con 1,515 servidores públicos, los cuales representan el 25% de la mano de obra que se encuentra trabajando.

## Medios de Comunicación
Cuenta con 3 canales de televisión, 5 emisoras radiales y 5 periódicos digitales.